# Maison de logement des ouvriers de l'usine Coignet
La Maison des ouvriers de l'usine Coignet est construite au troisième quart du XIXe siècle à Saint-Denis, en Seine-Saint-Denis. Elle est située rue Coignet, 59-61 rue Charles-Michels (anciennement rue des Poissonniers).
Cette maison, pour ses façades et toitures, fait l’objet d’une inscription au titre des monuments historiques depuis le 12 juin 1998.

## Historique

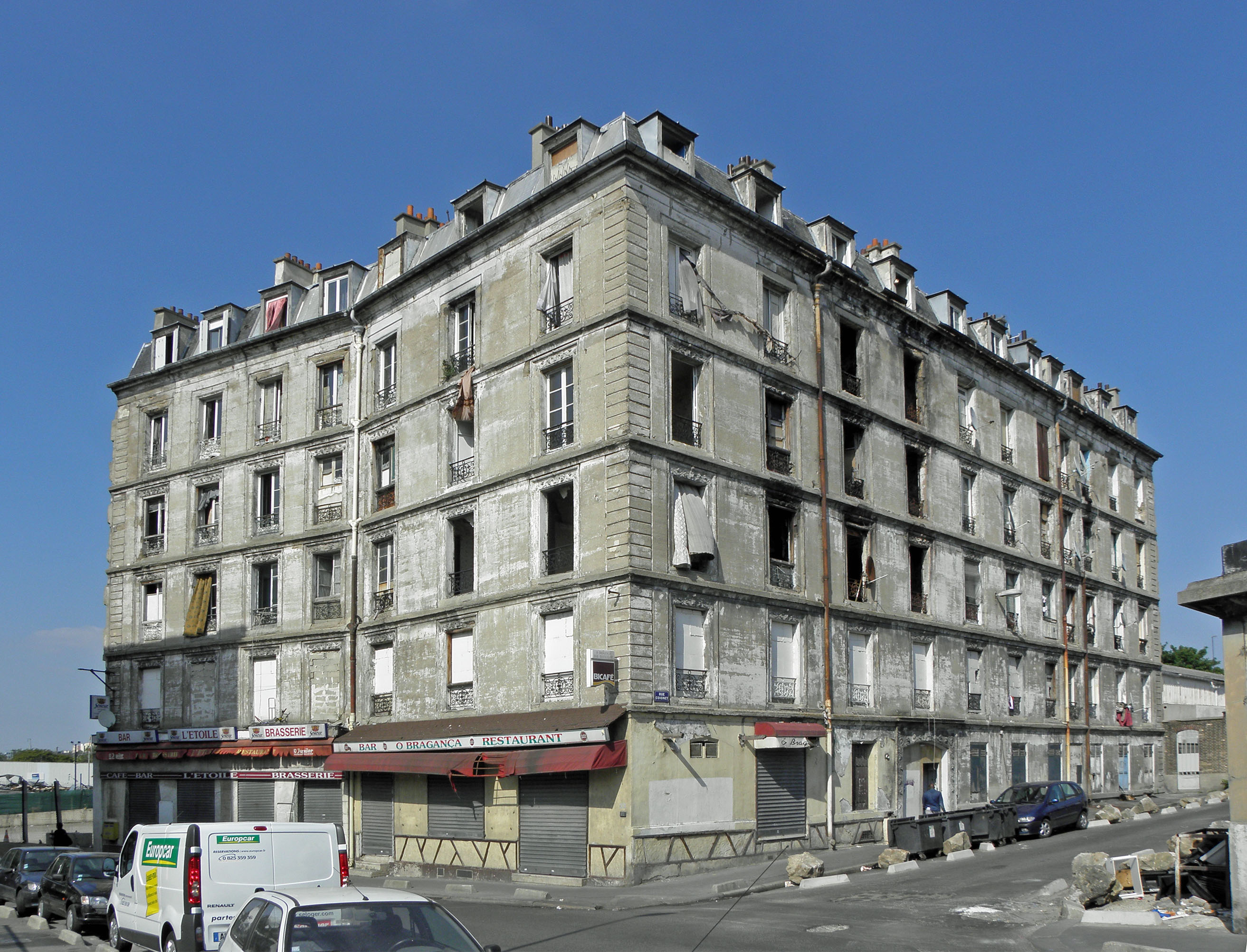
Le bâtiment en 2010, avant sa réhabilitation.

François Coignet met au point pour ce bâtiment l’une des premières formules du béton aggloméré. Si les premiers alliages de sable, de chaux et d’eau remontent à l’antiquité avec ce que l’on appelle le « béton romain », il cherche à retrouver un matériau moderne moulable et économique, testant plusieurs formules avant de construire ce premier bâtiment en béton mâchefer en 1853. Le béton utilisé n'est pas armé. Fait d'un mélange de chaux, de sable et de ciment Portland avec très peu de liant, ses caractéristiques mécaniques font qu'il devient, une fois séché, très dur comme de la pierre, et prend une couleur grise.
Proche de la maison de François Coignet, le bâtiment est construit étage par étage avec un mur porteur qui s'affine dans les niveaux supérieurs afin de répartir les charges : 60 cm au rez-de-chaussée, 35 cm au 5e étage. Pour l'architecte du patrimoine Bertrand Monchecourt, « la technique de construction est inspirée de celle du pisé : un caisson fait de branchages, un mélange compressé le plus sec possible ».
De sensibilité socialiste, son ambition état d’améliorer les conditions de vie des ouvriers de son usine de colles et gélatines. Il fait breveter le béton Coignet en 1854 sous le nom de « béton économique », témoignant ainsi de son ambition de pouvoir construire rapidement, efficacement et bon marché un immeuble avec une main-d'œuvre limitée et peu qualifiée, en exploitant des matériaux de recyclage. Pour l’architecte Bertrand Monchecourt, « son matériau se met au service de ses convictions sociales. Car Coignet est adepte de la doctrine de Charles Fourier, utopie socialiste et communautaire. En 1855, Coignet écrivait que, avec son béton, "on pourrait opérer à peu de frais la régénération des quartiers pauvres en y construisant des maisons qui, tout en conservant l'élégance de la forme, le confortable intérieur, tout en sauvegardant l'intérêt du propriétaire, permettraient de donner aux ouvriers, pour un taux de loyer inférieur, des logements plus gais, plus sains, plus vastes que ceux que la bourgeoisie obtient à prix d'or dans la rue de Rivoli". »
Bien que classé monument historique en 1998, cet immeuble de 73 logements qui possède côté rue, au-dessus des fenêtres et en encadrement de porte cochère, des décorations florales en béton moulé est laissé à l'abandon et devient un squat. Vidé progressivement de ses occupants pour être réhabilité, l’immeuble Coignet est à nouveau squatté en 2001 par près de 300 personnes deux semaines à peine après la remise des clés à l’association chargée de sa réhabilitation et devient alors le plus grand squat de la ville, deux personnes y trouvant même la mort au cours d'un incendie. Le bâtiment est racheté par la Ville de Saint-Denis et les habitants relogés ou évacués en 2012, puis revendu au Groupe Histoire et Patrimoine, filiale d'Altarea Cogedim pour 1,6 million d'euros avant des travaux évalués à 6 millions. De nouvelles charpentes en sapin, comme à l'origine, sont posées alors que quelques parquets anciens (chêne et sapin) qui subsistent sont conservés, de même que les plaques de cheminée, en béton Coignet. Le bâtiment est transformé en résidence avec un tiers de tarifs sociaux, un tiers de tarifs intermédiaires et un tiers de locations libres. La restauration a été menée par l'Atelier Monchecourt & Co, Architectes du Patrimoine.
La transformation de ces logements ouvriers, d'inspiration fouriériste, en résidence de « standing » fait l'objet d'une controverse. Néanmoins le bâtiment est restauré avec la livraison de 58 logements du studio au trois pièces début 2016.